# Smrkovník plazivý
Smrkovník plazivý (Goodyera repens) je nenápadná orchidej s drobnými květy, která obvykle roste ve skupinkách. Je jediným druhem rodu smrkovník, který v české přírodě roste. Patří mezi orchideje, jejichž na podzim vyrostlé listové růžice přečkají bez úhony zimu a na jaře pokračují v růstu.
Na přelomu 19. a 20. století se na území dnešní České republiky objevoval roztroušeně s hlavním výskytem ve středních polohách, ale ke konci 20. století značně ustoupil a nyní je rostlinou ohroženou vyhynutím.

## Rozšíření
Druh je rozšířen sice po velkém cirkumboreálním území, kde však roste jen roztříštěně. Vyskytuje se, mimo blízkosti Středozemního moře a Atlantského oceánu, téměř v celé Evropě až po Ural, dále východním směrem se objevuje ve většině zemí Kavkazu a přes Afghánistán, Kazachstán, Kyrgyzstán a Altajskou republiku až na Dálný východ, kde má arelu na poloostrově Kamčatka. Ve vyšších nadmořských výškách proniká dále na jih než v nižších. Na západní polokouli je rozšířen od Aljašky a Yukonu na severu přes celou Kanada až po Arizona a Nové Mexiko na jihu Spojených států.

## Ekologie
Stanoviště smrkovníku plazivého jsou nejčastěji polostinné, mechové, jehličnaté či smíšené lesy nebo jejích okraje. Bylinám nejlépe vyhovují mírně zásadité, poměrně suché a hodně humózní půdy. Vyskytují se do nadmořské výšky až 3000 m. Rostou v lesích starších, obvykle mezi stromy ve věku nejméně 70 let a více.

## Popis
Vytrvalá, drobná, světle zelená rostlina, vysoká od 5 do 25 cm, vyskytující se nejčastěji ve skupinkách. Lodyha je obvykle nevětvená, vystoupavá až přímá, roste z husté listové růžice a výše je žláznatě chlupatá a šupinatá. Z pupenu dlouze plazivého oddenku vyrůstá na podzim listová růžice, přezimuje a na jaře z ní vyraší květná lodyha, v době kvetení již růžice usychá. Listy v růžici s krátkými, pochvatými řapíky jsou podlouhle vejčité až široce eliptické, na konci zašpičatělé, mají nápadně síťnatou žilnatinu a bývají dlouhé 2 až 4 cm a široké 1 až 2 cm.
Koncové květenství bývá vytvořeno z 10 až 15 drobných, odstálých, bělavých, nicích a slabě vonných květů s čárkovitými listeny. Vytvářejí hustý, jednostranný, zpravidla slabě šroubovitě stočený klas dlouhý 3 až 4 cm. Kališní lístky jsou zevně jemně žláznaté, vejčité, nazelenalé nebo bílé. K sobě skloněné korunní lístky jsou úzce kopinaté, špičaté, bílé a dlouhé okolo 4 mm. Dvoudílný pysk bez ostruhy mívá asi 3 mm, jeho zadní část je bradavičnatá a polokulovitě vydutá a přední trojhranná je plochá. Stopkatý, válcovitý semeník je vřetenovitě stočený. Protandrické květy rozkvétají od začátku července do konce srpna a jsou opylovány hmyzem, hlavně čmeláky. Opylovačům poskytují nektar.
Plod je vejčitá tobolka až 12 mm dlouhá s mnoha malými a lehkými semeny. Ta si podržují klíčivost jen po krátkou dobu, lépe klíčí na světle.

## Rozmnožování
Tato orchidej se rozmnožuje jak oddenky, tak i semeny rozptýlenými větrem. V prvém případě, který je mnohem častější, se jedná o rozmnožování vegetativní, kdy skupina rostlin vyskytujících se v bezprostřední blízkosti vyrůstá z nehluboko rozprostřeného oddenku původní rostliny, proto se často vyskytují ve skupinách.
Semena jsou velmi lehká a slabý vítr je odnáší na velké vzdálenosti, ale jen velmi těžko najdou vhodná prostředí k zakořenění. Obdobně jako ostatní terestrické orchideje potřebuje i tato při klíčení mykorhizního symbionta. V tomto případě to je nejčastěji houba kořenomorka Rhizoctonia goodyerae-repentis, která se propojí myceliem s bezlistým zárodkem orchideje a vyživuje jej. Pokud semeno úspěšně vyklíčí trvá nejméně pět let, než vytvoří listovou růžici a další tři roky než vyroste květná lodyha.

## Ohrožení
Smrkovník plazivý na mnoha původních lokalitách vyhynul; stalo se to pravděpodobně z důvodu nešetrného lesního hospodaření. Pro plytce kořenící oddenek je velmi škodlivé kácení stromů za pomoci těžké mechanizace a hlavně skrývka vrchní lesní půdy, stejně tak jako odstranění stromů zajišťující stín a bránící před větrem. Protože se vyskytuje jen na několika roztroušených lokalitách, počty kvetoucích jedinců stále klesají a navíc se nedá očekávat brzký zvrat, byl v "Seznamu zvláště chráněných druhů rostlin dle vyhlášky Ministerstva životního prostředí ČR č. 395/1992 Sb. ve znění vyhl. č. 175/2006 Sb.", stejně jako v "Červeném seznamu cévnatých rostlin České republiky: třetí vydání", zařazen mezi nejpřísněji chráněné rostliny (§1) a (C1), mezi druhy kriticky ohrožené.

## Galerie

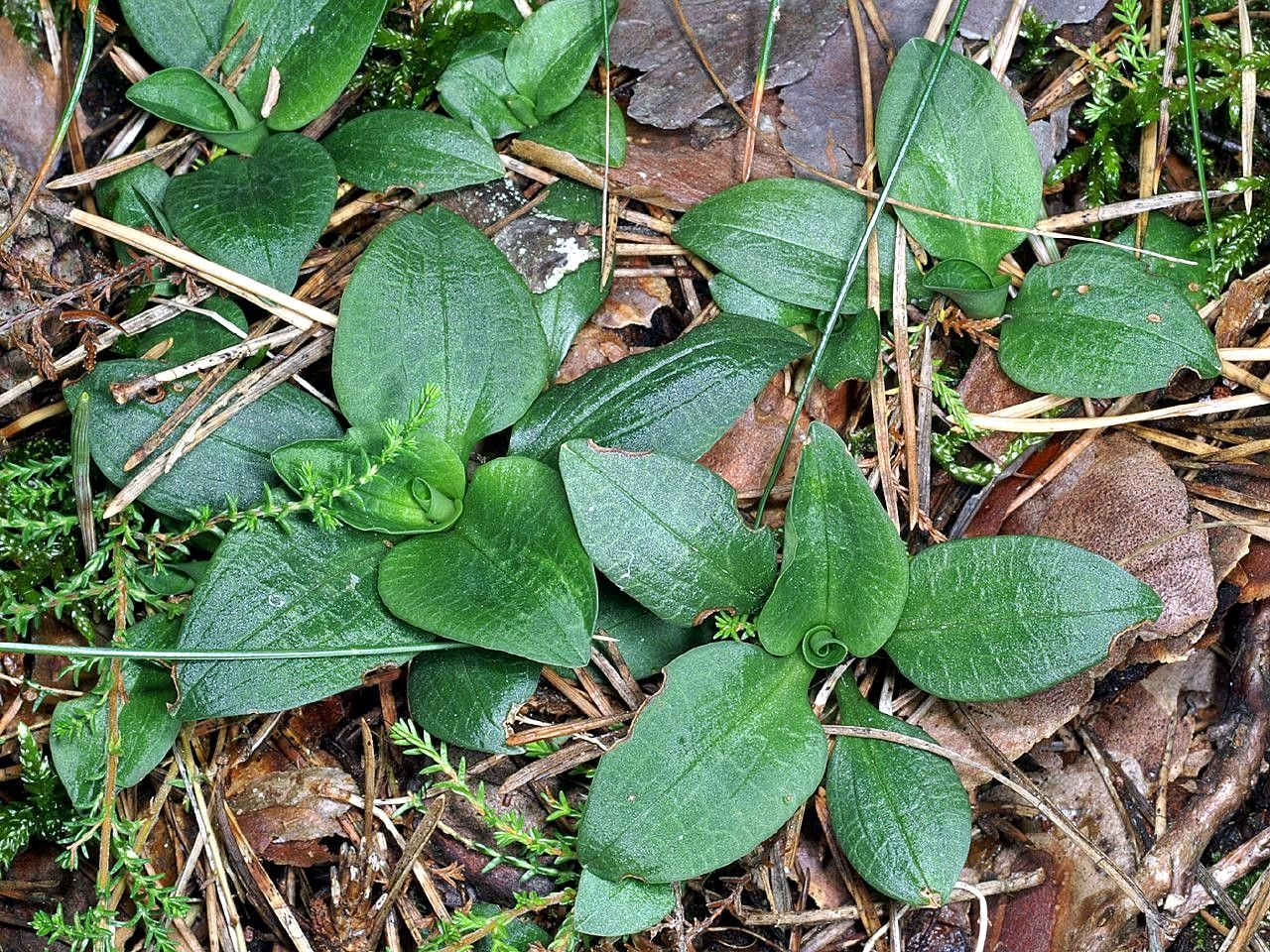
Listové růžice
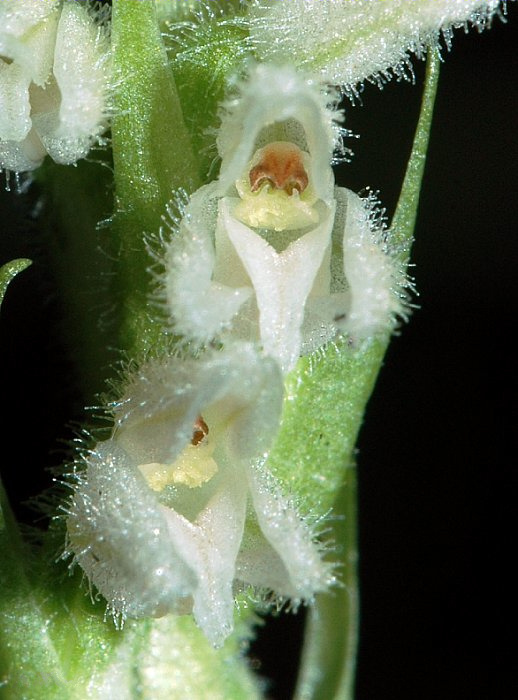
Květy
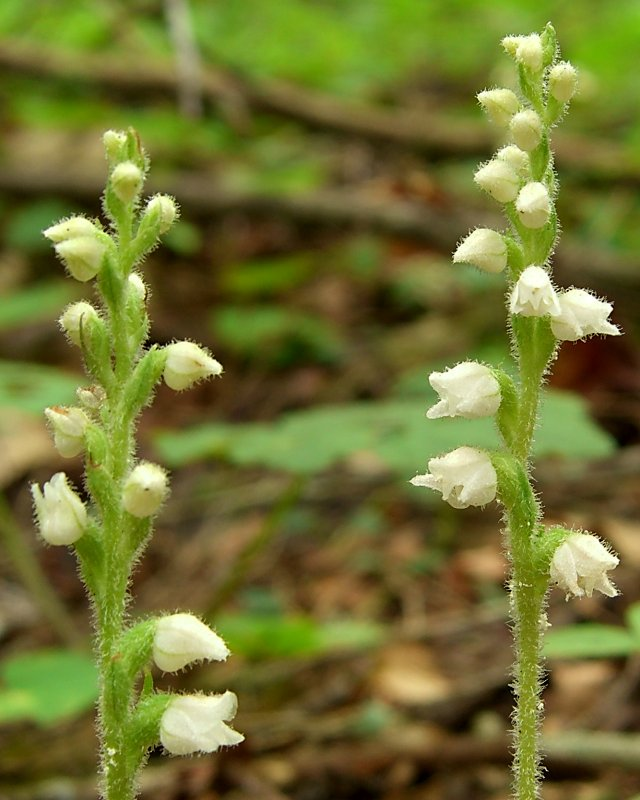
Květenství
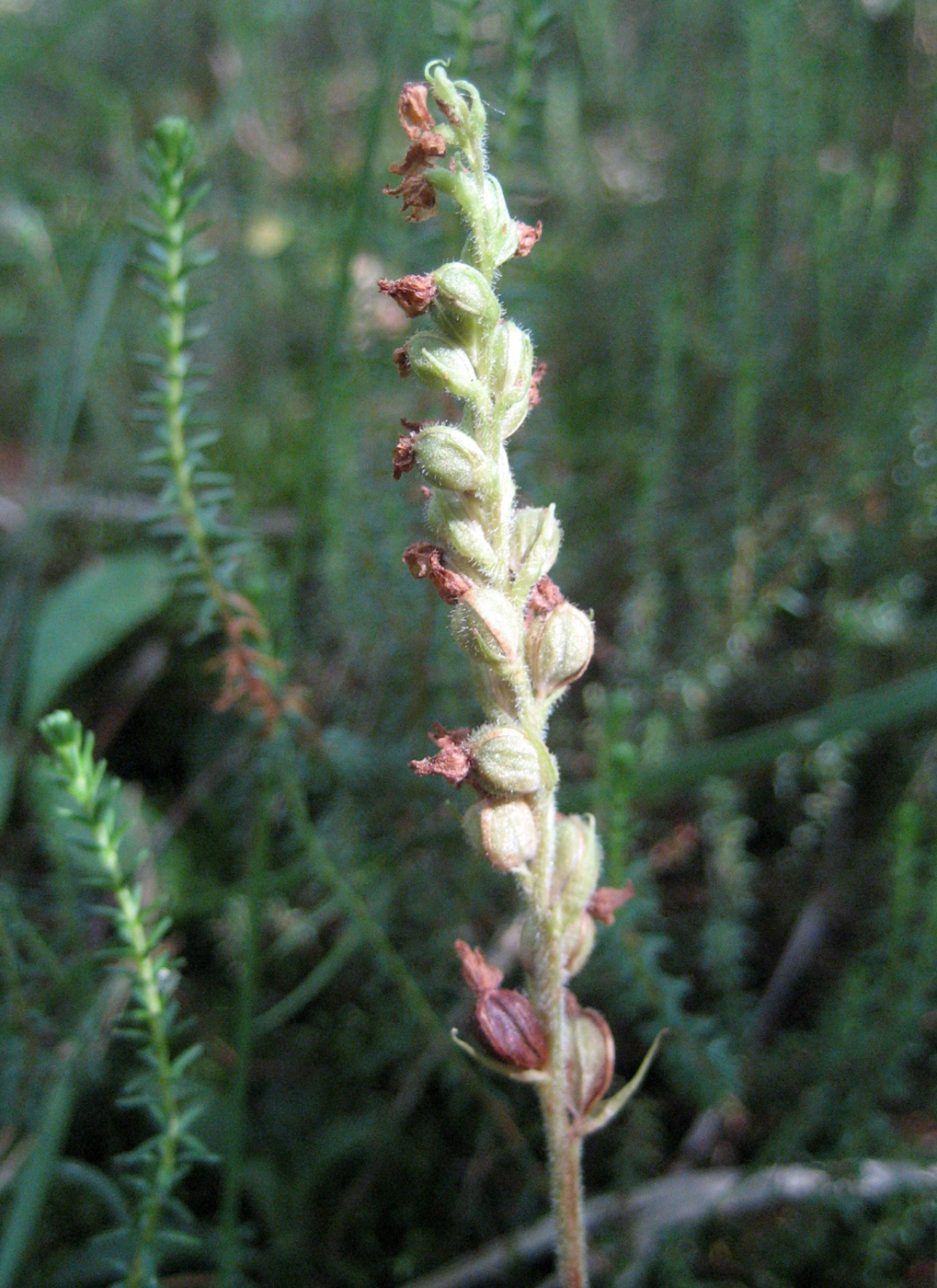
Zrající tobolky